# HD 60532 b
HD 60532 b是一顆距離地球約84光年的系外行星，位於船尾座，母恆星是HD 60532。該行星的真實質量是木星的3.15倍，距離母恆星0.77天文單位，軌道週期201.83日。該行星於2008年9月22日在智利拉西拉天文台以 HARPS 攝譜儀發現，同日還發現該系統另一顆與HD 60532b軌道週期成1:3共振的行星HD 60532 c。

## 外部連結
- . Exoplanets.   [2012-07-16]. （原始内容存档于2012-03-04）.